# Blauwkapamazilia
De blauwkapamazilia (Saucerottia cyanifrons synoniem: Amazilia cyanifrons) is een vogel uit de familie Trochilidae (kolibries).

## Verspreiding en leefgebied
Deze soort is endemisch in noordelijk en centraal Colombia.